# Notropis ammophilus
Notropis ammophilus is een straalvinnige vissensoort uit de familie van de eigenlijke karpers (Cyprinidae). De wetenschappelijke naam van de soort is voor het eerst geldig gepubliceerd in 1990 door Royal D. Suttkus en Herbert T. Boschung. De vissen  waren weliswaar al veel eerder gekend (ten minste sedert 1959) maar niet als afzonderlijke soort beschreven.
De vissen komen voor in delen van het stroomgebied van de Alabama River, Tennessee River, Hatchie River en Yazoo River in het zuidoosten van de Verenigde Staten. De typelocatie is Chilatchee Creek in Alberta (Alabama), aan de Alabama River. Ze zijn 42 à 48 mm lang (standaardlengte vanaf de snuit tot aan het begin van de staartvin). Ze verplaatsen zich in scholen van meerdere honderden individuen. Ze verkiezen stromen met helder water met een zuivere zandbodem, eventueel zand bedekt door silt of gemengd met fijn grind, of harde klei.